# 2508 Alupka
A 2508 Alupka (ideiglenes jelöléssel 1977 ET1) a Naprendszer kisbolygóövében található aszteroida. Nyikolaj Sztyepanovics Csernih fedezte fel 1977. március 13-án.